# Droga ekspresowa S61
Die Droga ekspresowa S61 (pol. für ,Schnellstraße S61‘) ist eine weitgehend fertiggestellte Schnellstraße in Polen. Sie zweigt von der Schnellstraße S8 bei Ostrów Mazowiecka ab, führt zur litauischen Grenze und knüpft an die dortige A5 an. Die Strecke zieht sich durch drei Woiwodschaften. Die S61 ist Teil der Europastraße 67, der sogenannten Via Baltica.

## Planungsgeschichte
Seit 1993 ist in den Planungen eine Strecke enthalten, die dem derzeitigen Planungsstand entspricht. In den Folgejahren wurde diese Planung fortgeführt. 2001 wurden die Planungen aufgegeben. Der Verkehr sollte nun über Białystok (später als S8 verwirklicht), Augustów und Suwałki nach Riga geführt werden. Diese Planung wurde auch in den Netzplanungen von 2003 und 2004 beibehalten. Gegen die geplante Streckenführung der Umgehung Augustów durch das Natura-2000-Schutzgebiet Rospuda-Tal regte sich jedoch breiter Widerstand. Nachdem die Kommission der Europäischen Union im Februar 2007 einen Baustopp angeordnet hatte, der am 16. September 2008 durch das oberste Verwaltungsgericht in Polen bestätigt wurde, wurde im Oktober 2009 beschlossen, die S8 nur bis Białystok zu bauen. Der Abschnitt Białystok–Suwałki entfiel; an seiner Stelle wurde die Planung der S61 wieder aufgenommen. Die neu gebaute Umgehung von Suwałki und der Ausbau der Landesstraße 8 bis zur litauischen Grenze wurden ebenfalls der S61 zugeschlagen. Der Bau begann im Jahr 2012 mit der Umfahrung von Augustow, erster fertiggestellter Abschnitt war die Umfahrung von Stawiski in 2013 und voraussichtlich im Sommer 2025 werden die letzten Bauarbeiten am Lückenschluss nordwestlich von Łomża beendet sein.
| \| Abschnitt[9][10] \| Länge \| Bauzeit \| Baukosten \| Verkehrsübergabe \| Ausbauzustand \| \| \| ----------------------------------------------------------------------- \| --------- \| ------------------- \| ---------------------------------- \| ----------------------------------------------------------------------- \| ------------------------------------------------------------------------------------------------- \| \| \| Knoten Ostrów Mazowiecka Północ – Knoten Śniadowo \| 0019,5 km \| 2018–2023 \| 661 Mio. Złoty (165 Mio. Euro) \| 13. Oktober 2023[11] \| zwei Fahrbahnen mit je zwei Fahrstreifen \| \| \| Knoten Śniadowo – Knoten Łomża Południe \| 0017,0 km \| 2018–2021 \| 380 Mio. Złoty (95 Mio. Euro) \| 14. Juli 2021 \| zwei Fahrbahnen mit je zwei Fahrstreifen \| \| \| Knoten Łomża Południe – Knoten Łomża Zachód[12] \| 0007,2 km \| 2017–2022 \| 218 Mio. Złoty (55 Mio. Euro) \| 2. Juni 2023 \| zwei Fahrbahnen mit je zwei Fahrstreifen \| \| \| Knoten Łomża Zachód – Knoten Kolno \| 0012,9 km \| 2018–2025 \| 448 Mio. Złoty (105 Mio. Euro)[13] \| 30. September 2024 (westliche Fahrbahn) \| eine Fahrbahn mit je zwei Fahrstreifen (zweite Fahrbahn im Bau) \| \| \| Knoten Kolno – Stawiski \| 0013,0 km \| 2017–2021 \| 273 Mio. Złoty (68 Mio. Euro) \| 9. August 2021 \| zwei Fahrbahnen mit je zwei Fahrstreifen \| \| \| Beginn der Umgehung Stawiski – Knoten Stawiski (zweite Fahrbahn) \| 0004,0 km \| 2017–2021 \| 36 Mio. Złoty (9 Mio. Euro) \| 9. August 2021 \| zwei Fahrbahnen mit je zwei Fahrstreifen \| \| \| Umgehung Stawiski (eine Fahrbahn) mit Knoten Stawiski (zwei Fahrbahnen) \| 0006,3 km \| 2012–2013 \| 141 Mio. Złoty (34 Mio. Euro) \| 19. Dezember 2013 \| zwei Fahrbahnen mit je zwei Fahrstreifen \| \| \| Knoten Stawiski – Ende der Umgehung Stawiski (zweite Fahrbahn) \| 0001,6 km \| 2017–2021 \| 17 Mio. Złoty (4 Mio. Euro) \| 20. Juli 2021 \| zwei Fahrbahnen mit je zwei Fahrstreifen \| \| \| Stawiski – Szczuczyn \| 0016,4 km \| 2017–2021 \| 349 Mio. Złoty (87 Mio. Euro) \| 20. Juli 2021 \| zwei Fahrbahnen mit je zwei Fahrstreifen \| \| \| Umgehung Szczuczyn \| 0008,0 km \| 2012–2015 2018–2020 \| 221 Mio. Złoty (52 Mio. Euro) \| 13. November 2015 (östliche Fahrbahn) 15. Mai 2020 (westliche Fahrbahn) \| zwei Fahrbahnen mit je zwei Fahrstreifen \| \| \| Szczuczyn – Knoten Ełk Południe \| 0023,3 km \| 2018–2022 \| 700 Mio. Złoty (175 Mio. Euro) \| 13. September 2022[14] \| zwei Fahrbahnen mit je zwei Fahrstreifen \| \| \| Knoten Ełk Południe – Knoten Kalinowo (vorm. Wysokie) \| 0019,5 km \| 2018–2023 \| 584 Mio. Złoty (146 Mio. Euro) \| 12. August 2023[15] \| zwei Fahrbahnen mit je zwei Fahrstreifen \| \| \| Knoten Kalinowo (vorm. Wysokie) – Knoten Raczki \| 0020,2 km \| 2018–2021 \| 484 Mio. Złoty (121 Mio. Euro) \| 30. Dezember 2021 \| zwei Fahrbahnen mit je zwei Fahrstreifen \| \| \| Knoten Raczki – Knoten Suwałki Południe (Umfahrung Augustów) \| 0012,8 km \| 2011–2014 \| 659 Mio. Złoty (165 Mio. Euro) \| 6. November 2014 \| zwei Fahrbahnen mit je zwei Fahrstreifen (Reserve für den dritten Fahrstreifen im Mittelstreifen) \| \| \| Knoten Suwałki Południe – Knoten Suwałki Północ (Umfahrung Suwałki) \| 0012,8 km \| 2015–2019 \| 300 Mio. Złoty (70 Mio. Euro) \| 13. April 2019 \| zwei Fahrbahnen mit je zwei Fahrstreifen (Reserve für den dritten Fahrstreifen im Bankett) \| \| \| Knoten Suwałki Północ – Budzisko (PL/LT) \| 0024,2 km \| 2017–2022 \| 1,05 Mrd. Złoty (263 Mio. Euro) \| 22. Dezember 2022 \| zwei Fahrbahnen mit je zwei Fahrstreifen \| \| \| Summe \| 0218,4 km \| \| 5,81 Mrd. Złoty (1,45 Mrd. Euro) \| \| \| \| |           |                     |                                  |                                                                         |                                                                                                   |  |
| Abschnitt | Länge     | Bauzeit             | Baukosten                        | Verkehrsübergabe                                                        | Ausbauzustand                                                                                     |  |
| Knoten Ostrów Mazowiecka Północ – Knoten Śniadowo | 0019,5 km | 2018–2023           | 661 Mio. Złoty (165 Mio. Euro)   | 13. Oktober 2023                                                        | zwei Fahrbahnen mit je zwei Fahrstreifen                                                          |  |
| Knoten Śniadowo – Knoten Łomża Południe | 0017,0 km | 2018–2021           | 380 Mio. Złoty (95 Mio. Euro)    | 14. Juli 2021                                                           | zwei Fahrbahnen mit je zwei Fahrstreifen                                                          |  |
| Knoten Łomża Południe – Knoten Łomża Zachód | 0007,2 km | 2017–2022           | 218 Mio. Złoty (55 Mio. Euro)    | 2. Juni 2023                                                            | zwei Fahrbahnen mit je zwei Fahrstreifen                                                          |  |
| Knoten Łomża Zachód – Knoten Kolno | 0012,9 km | 2018–2025           | 448 Mio. Złoty (105 Mio. Euro)   | 30. September 2024 (westliche Fahrbahn)                                 | eine Fahrbahn mit je zwei Fahrstreifen (zweite Fahrbahn im Bau)                                   |  |
| Knoten Kolno – Stawiski | 0013,0 km | 2017–2021           | 273 Mio. Złoty (68 Mio. Euro)    | 9. August 2021                                                          | zwei Fahrbahnen mit je zwei Fahrstreifen                                                          |  |
| Beginn der Umgehung Stawiski – Knoten Stawiski (zweite Fahrbahn) | 0004,0 km | 2017–2021           | 36 Mio. Złoty (9 Mio. Euro)      | 9. August 2021                                                          | zwei Fahrbahnen mit je zwei Fahrstreifen                                                          |  |
| Umgehung Stawiski (eine Fahrbahn) mit Knoten Stawiski (zwei Fahrbahnen) | 0006,3 km | 2012–2013           | 141 Mio. Złoty (34 Mio. Euro)    | 19. Dezember 2013                                                       | zwei Fahrbahnen mit je zwei Fahrstreifen                                                          |  |
| Knoten Stawiski – Ende der Umgehung Stawiski (zweite Fahrbahn) | 0001,6 km | 2017–2021           | 17 Mio. Złoty (4 Mio. Euro)      | 20. Juli 2021                                                           | zwei Fahrbahnen mit je zwei Fahrstreifen                                                          |  |
| Stawiski – Szczuczyn | 0016,4 km | 2017–2021           | 349 Mio. Złoty (87 Mio. Euro)    | 20. Juli 2021                                                           | zwei Fahrbahnen mit je zwei Fahrstreifen                                                          |  |
| Umgehung Szczuczyn | 0008,0 km | 2012–2015 2018–2020 | 221 Mio. Złoty (52 Mio. Euro)    | 13. November 2015 (östliche Fahrbahn) 15. Mai 2020 (westliche Fahrbahn) | zwei Fahrbahnen mit je zwei Fahrstreifen                                                          |  |
| Szczuczyn – Knoten Ełk Południe | 0023,3 km | 2018–2022           | 700 Mio. Złoty (175 Mio. Euro)   | 13. September 2022                                                      | zwei Fahrbahnen mit je zwei Fahrstreifen                                                          |  |
| Knoten Ełk Południe – Knoten Kalinowo (vorm. Wysokie) | 0019,5 km | 2018–2023           | 584 Mio. Złoty (146 Mio. Euro)   | 12. August 2023                                                         | zwei Fahrbahnen mit je zwei Fahrstreifen                                                          |  |
| Knoten Kalinowo (vorm. Wysokie) – Knoten Raczki | 0020,2 km | 2018–2021           | 484 Mio. Złoty (121 Mio. Euro)   | 30. Dezember 2021                                                       | zwei Fahrbahnen mit je zwei Fahrstreifen                                                          |  |
| Knoten Raczki – Knoten Suwałki Południe (Umfahrung Augustów) | 0012,8 km | 2011–2014           | 659 Mio. Złoty (165 Mio. Euro)   | 6. November 2014                                                        | zwei Fahrbahnen mit je zwei Fahrstreifen (Reserve für den dritten Fahrstreifen im Mittelstreifen) |  |
| Knoten Suwałki Południe – Knoten Suwałki Północ (Umfahrung Suwałki) | 0012,8 km | 2015–2019           | 300 Mio. Złoty (70 Mio. Euro)    | 13. April 2019                                                          | zwei Fahrbahnen mit je zwei Fahrstreifen (Reserve für den dritten Fahrstreifen im Bankett)        |  |
| Knoten Suwałki Północ – Budzisko (PL/LT) | 0024,2 km | 2017–2022           | 1,05 Mrd. Złoty (263 Mio. Euro)  | 22. Dezember 2022                                                       | zwei Fahrbahnen mit je zwei Fahrstreifen                                                          |  |
| Summe | 0218,4 km |                     | 5,81 Mrd. Złoty (1,45 Mrd. Euro) |                                                                         |                                                                                                   |  |

### Abschnitt ŁomżaPołudnie – ŁomżaZachód
Nach Abschluss der Bauarbeiten erhielt der Auftragnehmer am 15. März 2022 alle erforderlichen Nutzungsgenehmigungen und leitete das Abnahmeverfahren ein. Am 17. März 2022 wurde ein Abnahmeausschuss eingesetzt. Die Verkehrsfreigabe sollte ursprünglich erst nach Fertigstellung der Anschlussstelle Łomża Zachód erfolgen, die zum folgenden Abschnitt Łomża Zachód–Kolno gehörte. Weil dessen Fertigstellung (ursprünglich für September 2022 geplant) sich durch eine Neuausschreibung verzögerte, wurde der Bau der Anschlussstelle nach Erteilung des Neuvertrages vorgezogen. Die Fertigstellung der Anschlussstelle erfolgte am 2. Juni 2023.

### Abschnitt ŁomżaZachód – Kolno
Nachdem der ursprüngliche Anbieter unter Berufung auf die COVID-Pandemie nicht wie vertraglich vereinbart mit den Bauarbeiten begonnen hatte, wurde der Vertrag im Mai 2021 aufgelöst. Ein Vertrag mit einem neuen Anbieter wurde im Mai 2022 geschlossen, darin wurde ein Vorziehen des Baues der Anschlussstelle Łomża Zachód mit Fertigstellung im Mai 2023 vereinbart. Diese Anschlussstelle konnte zusammen mit dem Abschnitt Łomża Południe – Łomża Zachód am 2. Juni 2023 eröffnet werden. Ein weiterer Bestandteil des Vertrages war außerdem die Fertigstellung einer Fahrbahn auf der gesamten Baulänge bis zum Sommer 2024. Diese konnte schließlich am 30. September 2024 eröffnet werden. Die Anschlussstellen Nowogród und Łomża Północ sollen hingegen zusammen mit der Fertigstellung der zweiten Fahrbahn im Herbst 2025 für den Verkehr freigegeben werden.

### Abschnitt Szczuczyn – Ełk Południe
Der Abschnitt wurde planmäßig im August 2022 fertiggestellt und abgenommen. Bis zur Fertigstellung des Abschnitts Ełk Południe – Wysokie (geplant für das 2. Quartal 2023) wird der Verkehr auf den Landesstraßen 65 und 16 durch Ełk geleitet; an der Verzweigung zwischen den beiden Landesstraßen wurde ein Kreisverkehr gebaut, da in der Übergangszeit mit erhöhtem Verkehrsaufkommen gerechnet wird. Nachdem der Kreisverkehr erst am 13. September eröffnet werden konnte, wurde die S61 ebenfalls erst an diesem Tag dem Verkehr übergeben, um Staus zu vermeiden.

### Umfahrung Augustów
Der erste Abschnitt der Schnellstraße S61 wurde im Rahmen der Umfahrung von Augustów verwirklicht. Diese schließt neben dem 12,8 km langen Abschnitt der S61 vom Knoten Raczki bis zum Knoten Suwałki-Południe auch einen 23,3 km langen Neubau der Landesstraße 8, die vor Augustów von der damaligen Landesstraße 8 abzweigt und zum Knoten Raczki führt. In der ersten Baumaßnahme erfolgte der Neubau der Landesstraße 8 in einem Straßenquerschnitt von einer Fahrbahn und zwei Fahrstreifen. Im Gegensatz dazu wurde die S61 mit zwei Fahrbahnen mit jeweils zwei Fahrstreifen mit der Möglichkeit des Zubaus eines weiteren Fahrstreifens ausgebaut. Der Vertrag für diese zwei Baumaßnahmen wurde am 11. März 2011 zwischen der GDDKiA und der Baufirma Budimex unterzeichnet. Die Baukosten betrugen 659 Mio. Złoty. Eine 42 Monate lange Planungs- und Bauzeit wurde vertraglich festgelegt. Die Baugenehmigung wurde am 10. Dezember 2012 vom Woiwoden Podlachiens erteilt. Der Baubeginn erfolgte Ende Dezember 2012. Die Umfahrung von Augustów wurde nach zweimonatiger Verzögerung am 6. November 2014 fertiggestellt.